# 16087 Rhythmgarg
16087 Rhythmgarg è un asteroide della fascia principale. Scoperto nel 1999, presenta un'orbita caratterizzata da un semiasse maggiore pari a 2,6265275 au e da un'eccentricità di 0,1493415, inclinata di 15,84874° rispetto all'eclittica.